# أولاد مسعود (أولاد عبد الكريم)
أولاد مسعود هو دُوَّار يقع بجماعة بني كيل، إقليم فكيك، جهة الشرق في المملكة المغربية. ينتمي الدوّار لمشيخة أولاد عبد الكريم التي تضم 4 دواوير. يقدر عدد سكانه بـ 727 نسمة حسب الإحصاء الرسمي للسكان والسكنى لسنة 2004.

## روابط خارجية
- البوابة الوطنية للجماعات الترابية
- المندوبية السامية للتخطيط